# Valley of the Damned
Valley of the Damned – pierwsza studyjna płyta zespołu DragonForce, wydana 27 stycznia 2003.
W 2000 roku ukazało się demo pod tym samym tytułem zawierające utwory: "Valley of the Damned" (MP3 i video), "Revelations", "Starfire", "Black Winter Night" oraz "Disciples of Babylon".

## Lista utworów
1. "Invocation of the Apocalyptic Evil" – 0:13
2. "Valley of the Damned" – 7:12
3. "Black Fire" – 5:47
4. "Black Winter Night" – 6:31
5. "Starfire" – 5:53
6. "Disciples of Babylon" – 7:16
7. "Revelations" – 6:52
8. "Evening Star" – 6:39
9. "Heart of a Dragon" – 5:23
10. "Where Dragons Rule" (bonus w japońskiej edycji) – 5:57